# Severus Sanctus Endelechius
Severus Sanctus Endelechius (ou Endelechus) est un poète et rhéteur du sud de la Gaule ayant vécu à la fin du IVe siècle. Il a travaillé comme professeur de rhétorique à Rome.

## Éléments biographiques
On sait très peu de choses sur cet auteur. Ausone le mentionne comme son parent. Sidoine Apollinaire appelle « Sanctus » un sien ami évêque de Bordeaux, mais il ne s'agit peut-être pas de la même personne. Notre auteur a néanmoins été identifié avec un rhétoricien connu sous le nom de Severus Rhetor et qui était un ami de Paulin de Nole, puisque ce dernier lui dédia son « Panégyrique de Théodose ».

## Œuvre
Il est l'auteur d’un poème intitulé Carmen de mortibus boum (ou bovum) : Sur la mort du bétail ; c'est un dialogue en 132 vers, qui date des années 394 / 395 ; il est composé de 33 strophes de mètre choriambique – en grands asclépiades. Ce poème relève de la tradition bucolique classique d’influence virgilienne mais est également concerné par l'apologétique chrétienne, puisqu’il présente – quelque peu superficiellement – le Christ comme un dieu guérisseur et recommande le christianisme comme protection contre la peste du bétail,.
Le poème raconte l'histoire de deux bergers ou bouviers, Bucolus et Ægon, qui se plaignent que leur bétail meure de la peste ; le prédicateur chrétien Tityre, afin de combattre l’épidémie, leur conseille de se convertir au christianisme, ce qu'ils font aussitôt : le signe de la Croix permet de guérir cette maladie, identifiée comme la peste bovine.
Le même poème est désigné parfois sous l’un des deux autres titres suivants : « Severi Rhetoris et Poetae Christiani Carmen bucolicum » et « Carmen bucolicum de virtute signi crucis domini ». 
L'Histoire littéraire de la France lui consacre un chapitre.

### Éditions critiques
- (es) Inés Warburg, Severus Sanctus Endelechius. De mortibus boum. Edición crítica, estudio introductorio, traducción y notas, Universidad de Buenos Aires, 2015

### Études
- (en) Inés Warburg, « Proposals for the textual tradition of the poem De Mortibus boum by Severus Sanctus Endelechius », Rheinisches Museum für Philologie, no 158,‎ 2015, p. 185-198.
- Severus Sanctus Endelechus, The Catholic Encyclopedia, Volume XIII.
- (en) A. D. Lee, Pagans and Christians in Late Antiquity: A Sourcebook, 2000, p. 130–131.
- (de) Monika Barton, Spätantike Bukolik zwischen paganer Tradition und christlicher Verkündigung : das Carmen "De mortibus boum" des Endelechius (mémoire universitaire), Trèves, WVT Wissenschaftlicher Verlag, coll. « Bochumer Altertumswissenschaftliches Colloquium » (no 48), 2000, 243 p. (ISBN 978-3-88476-429-9).